# Pfeiffer Vacuum
Die Pfeiffer Vacuum Technology AG ist ein börsennotierter Maschinenbaukonzern, der international insbesondere im Geschäftsfeld Entwicklung, Herstellung und Vertrieb von Vakuumpumpensystemen und -komponenten agiert (Vakuumerzeugung, -messung und -analyse). Der Konzern ist überwiegend exportorientiert (Anteil etwa 70 %) und hat mehr als 20 Tochtergesellschaften weltweit.
Die Kapitalmehrheit wird seit 2017 von der Busch-Gruppe gehalten.

## Geschichte
Das Unternehmen wurde 1890 in Wetzlar von Arthur Pfeiffer gegründet. 1908 erfand er die Öl-Luftpumpe. Bis 1926 avancierte Pfeiffer damit zum führenden Unternehmen der Vakuumtechnik.
Während des NS-Herrschaft profitierte die Pfeiffer Apparatebau GmbH von vielfältigen Spezialaufträgen der Luftwaffe und wuchs beständig. In den Werken wurden unter anderem mechanische Steuerungen für die V1 und V2 sowie Bordgeräte für den Bomber JU 88 hergestellt.:173:392 Wegen der zunehmenden Bombardierungen durch die Alliierten wurden Teile der kriegswichtigen Rüstungsproduktion ab 1943 nach Kufstein in Tirol verlegt.:60 Für die Kriegsproduktion wurden von der Pfeiffer Apparatebau GmbH am Firmenstandort in Wetzlar mehrere Zwangsarbeiterlager errichtet. Zu Höchstzeiten in 1945 wurden zusätzlich zu 1131 regulär Beschäftigten mindestens 394 Zwangsarbeiter eingesetzt.:394–395

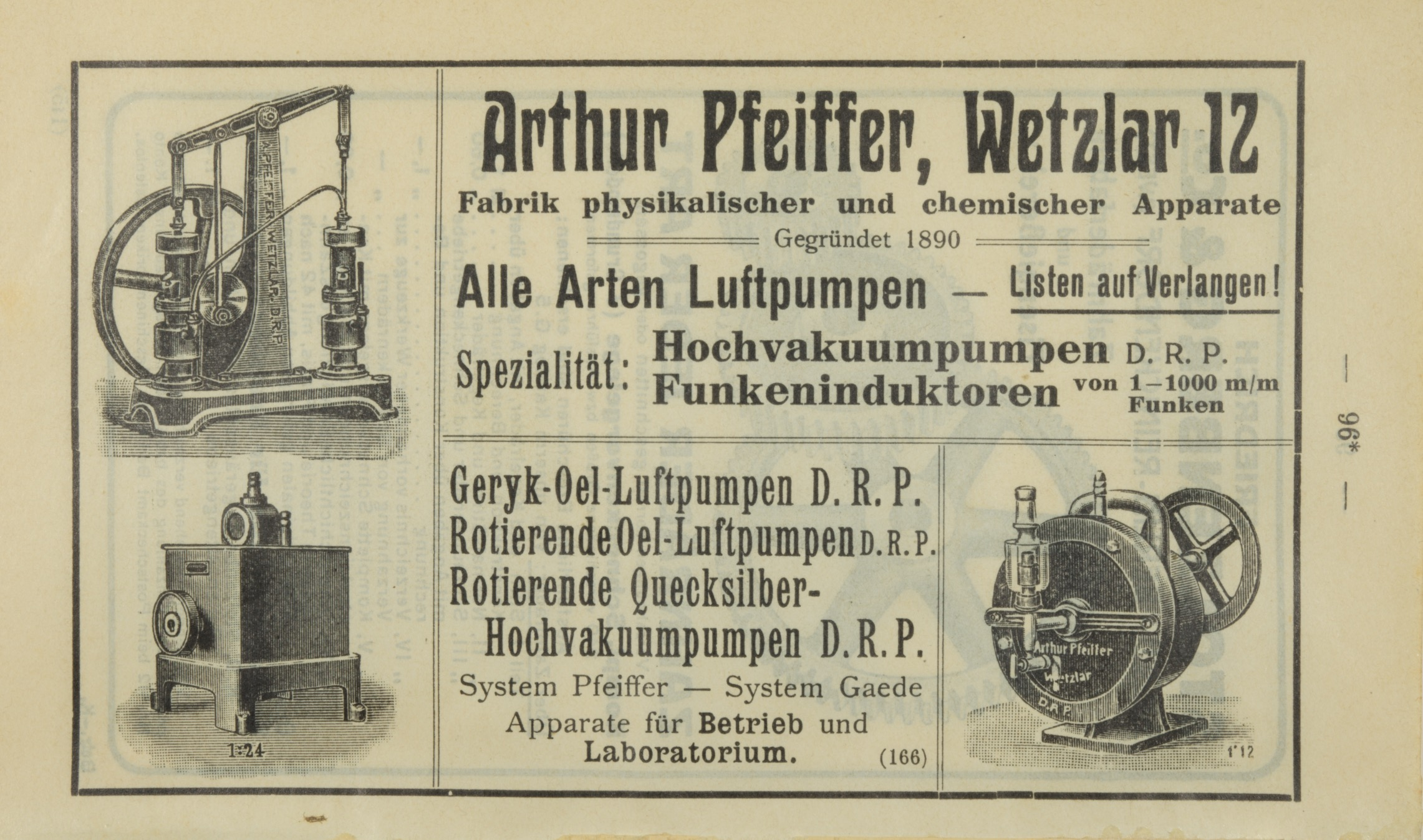
Anzeige der Firma Arthur Pfeiffer (Anfang 20. Jahrh.)

1958 gelang zudem die Erfindung der Turbomolekularpumpe (Turbopumpe), ihr Anteil am Konzernumsatz liegt heute bei über 40 %, hier ist das Unternehmen Weltmarktführer. 1969 wurde das bis dahin familiengeführte Unternehmen Teil der liechtensteinischen Balzers-Gruppe. 1974 erfolgte der Umzug unmittelbar hinter die Stadtgrenze von Wetzlar ins benachbarte Aßlar.
1991 wurde Pfeiffer wieder unabhängig und ging im Juli 1996 an die New Yorker Börse. Damit war das Unternehmen der erste deutsche Mittelständler, der diesen direkten Schritt wagte. Erst zwei Jahre danach, im April 1998, ging Pfeiffer Vacuum auch an die Deutsche Börse in Frankfurt am Main, im Segment Neuer Markt (heute TecDAX). Am 4. Oktober 2007 wurde wegen des geringen Handelsvolumen an der NYSE mit durchschnittlich 3,6 % des weltweiten Handelsvolumen die Notierung an selbiger beendet.
Im Januar 2010 übernahm „Pfeiffer Vacuum“ den Vakuumkomponentenbauer „Trinos Vakuum-Systeme“ mit Sitz in Göttingen. Ende 2010 schloss Pfeiffer Vacuum den Erwerb des Geschäftsbereichs Vakuumtechnologie des Alcatel-Lucent-Konzerns „adixen“ ab.
Am 30. September 2015 wurde bekannt, dass die Busch-Gruppe, ein familiengeführter Wettbewerber, über eine Beteiligungsgesellschaft gut 15 % der Anteile an Pfeiffer Vacuum übernommen hatte. Beide Unternehmen betonten jedoch, ihre Eigenständigkeit beibehalten zu wollen. Dennoch erhöhte Busch bis Oktober 2015 seinen Anteil über die Sperrminorität hinaus auf 27 %. Die Beteiligung wurde später auf knapp 30 % ausgebaut, im Januar 2017 erfolgte ein erstes öffentliches Übernahmeangebot, das abgelehnt wurde. Im April 2017 überschritt Busch die Marke von 30 % und legte ein verbessertes Angebot vor, das Pfeiffer Vacuum ebenso ablehnte. Nach Ablauf der Übernahmefristen hielt Busch über 35 % der Pfeiffer-Aktien (Stand Ende Juni 2017). Seit Anfang November 2018 hält die Busch SE mit 50,02 % die absolute Mehrheit der Aktien. Die Übernahme wurde von Pfeiffer Vacuum als feindliche Übernahme betrachtet. Die Belegschaft von Pfeiffer Vacuum befürchtete zudem schlechtere Arbeitsbedingungen, da die Busch-Gruppe nicht dem IG Metall-Tarifvertrag beigetreten ist und deutlich längere Arbeitszeiten hat. Im Mai 2024 schlossen die Pangea GmbH, eine 100-%-Tochtergesellschaft der Busch SE, mit Pfeiffer Vacuum Technology AG einen Beherrschungs- und Gewinnabführungsvertrag. Pangea GmbH tritt hier als herrschende Gesellschaft auf.

## Aktionärsstruktur
(Stand: 31. Dezember 2023):
- 63,87 %  Busch SE
- 36,13 %  Streubesitz